# Notopeplum cossignanii
Notopeplum cossignanii is een slakkensoort uit de familie van de Volutidae. De wetenschappelijke naam van de soort is voor het eerst geldig gepubliceerd in 1999 door Poppe.